# Box of Tricks
Box of Tricks is een uitgebreide versie van The 12" Collection van de Engelse rockgroep Queen uit 1992.

## The 12" Collection

### Tracklist
| Track | Titel                                             | Schrijver        | Lengte |
| ----- | ------------------------------------------------- | ---------------- | ------ |
| 1     | Bohemian Rhapsody                                 | Freddie Mercury  | 5:58   |
| 2     | Radio Ga Ga (Extended Version)                    | Roger Taylor     | 6:53   |
| 3     | Machines (Or 'Back to Humans') (12" Instrumental) | Brian May/Taylor | 5:08   |
| 4     | I Want to Break Free (Extended Mix)               | John Deacon      | 7:19   |
| 5     | It's a Hard Life (12" Extended)                   | Mercury          | 5:05   |
| 6     | Hammer to Fall (The Headbanger's Mix)             | May              | 5:23   |
| 7     | Man on the Prowl (Extended Version)               | Mercury          | 6:04   |
| 8     | A Kind of Magic (Extended Version)                | Taylor           | 6:25   |
| 9     | Pain Is So Close To Pleasure (12" Version)        | Mercury/Deacon   | 6:01   |
| 10    | Breakthru (Extended Version)                      | Queen            | 5:44   |
| 11    | The Invisible Man (12" Version)                   | Queen            | 5:30   |
| 12    | The Show Must Go On                               | Queen            | 4:34   |

## Queen Live at the Rainbow video
Een vrij zeldzame video van Queen in het Rainbow Theatre in Londen, 1974.

## Poster
Bestaat uit verschillende Queen-covers van over de hele wereld.

## Fotoboek
Het boek met de zachte kaft (24 cm x 28 cm) is in feite een fotoboek zonder tekst. Een groot deel van de foto's zijn uit fotosessies die zijn genomen rond de tijd dat de videos zijn gefilmd. De andere foto's beslaan de hele carrière van Queen.

## Badge
Magnenta en gouden badge.

## Lapje
Magenta en goud gekleurd lapje (9 cm x 10 cm)

## T-shirt
Het Queen T-shirt (zwart met "QUEEN" in gouden letters. Geen design.)